# بين سميث (لاعب هوكي الجليد)
بين سميث (بالإنجليزية: Ben Smith)‏ (و. 1988  م) هو لاعب هوكي الجليد، من الولايات المتحدة، ولد في وينستون-سالم، كارولاينا الشمالية، يلعب كجناح ‏، ومهاجم ‏.

## التعليم
تعلم في كلية بوسطن.

## جوائز
حصل على جوائز منها:
- كأس ستانلي.

## روابط خارجية
- بين سميث على موقع دوري الهوكي الوطني (الإنجليزية)
- بين سميث على موقع EliteProspects.com (الإنجليزية)
- بين سميث على موقع HockeyDB.com (الإنجليزية)
- بين سميث على موقع Hockey-Reference.com (الإنجليزية)